# 2906 Caltech
A 2906 Caltech (ideiglenes jelöléssel 1983 AE2) a Naprendszer kisbolygóövében található aszteroida. Carolyn Shoemaker fedezte fel 1983. január 13-án.